# Anaspasis solieri
Anaspasis solieri là một loài bọ cánh cứng trong họ Elateridae. Loài này được Fleutiaux miêu tả khoa học năm 1899.